# Chelonus mutabilis
Chelonus mutabilis is een vliesvleugelig insect uit de familie van de schildwespen (Braconidae). De wetenschappelijke naam van de soort is voor het eerst geldig gepubliceerd in 1816 door Nees.